# Miguel Pereira (bispo)
Miguel Pereira (1562 - 16 de agosto de 1630) foi um bispo português, o sexto bispo de São Salvador da Bahia de Todos os Santos. Foi ordenado padre em 1590 e consagrado bispo em maio de 1628, tomando posse da diocese em 19 de junho. Alegando estar doente, não viajou para Salvador, tendo exercido a prelazia por procuração. Faleceu em Portugal.